# Pravopisná akustická opice
Pravopisná akustická opice (v anglickém originále Hooked on Monkey Fonics) je dvanáctý díl třetí řady amerického komediálního animovaného televizního seriálu Městečko South Park. 

## Děj
Eric se připravuje na hláskovací soutěž a pomáhá si Pravopisnou akustickou opicí, kterou mu koupila matka. Eric chce opici využít k podvodu, ale v daný moment opička nespolupracuje, čím Eric vypadne jako první soutěžící, když má hláskovat slovo pes. Kyle pozná při hláskovací soutěži Rebeccu Cotswaldovou a zamiluje se do ní. Zjistí, že nechodí do školy, protože má domácí vyučování, a tak chodí až jejímu domu, aby upoutal její pozornost. Její bratr Mark začne chodit do školy, aby poznal školní prostředí a děti. Děti Marka šikanují za jeho slušné vychování a intelekt, ale ten to přesto nevzdává. Kyle se seznámí s Rebeccou a dají si pusu. Z Rebeccy se stane coura a Mark vysvětlí svým rodičům, že dítě se musí samo naučit sociálnímu chování. Rodiče to pochopí a dovolí svým dětem navštěvovat základní školu.